# Кымылэмтор
Кымылэмто́р — озеро в Нижневартовском районе Ханты-Мансийского автономного округа России, входит в Самотлорскую группу озер. Озеро расположено в 8 км в северу от Нижневартовска и в 5,5 км к юго-западу от озера Самотлор.
Площадь поверхности озера составляет 25,1 км². Имеет форму почти правильного круга с диаметром около 5,8 км. Берега болотистые по всему периметру, покрытые сфагново-кустарниковой растительностью. Высота над уровнем моря — 53,1 м. На юго-западе из озера вытекает река Рязанский Ёган, впадающая в Обь. Средняя толщина льда зимой составляет 50-60 см. Вода в озере слабокислая, реже нейтральная (водородный показатель рН 
варьируется от 5,6 до 6,2). Сульфатно-нитратно-хлоридный состав воды.
Проложенная через озеро автодорога разделяет водоём почти на две равные половины. На озере и его берегах — многочисленные кусты нефтяных скважин. Добычу и разработку месторождения ведёт одно из основных добывающих предприятий ПАО «НК «Роснефть» — АО «Самотлорнефтегаз». 
В озере обитает окунь и щука.